# All Hope Is Gone
All Hope Is Gone (englisch für Alle Hoffnung ist dahin) ist das vierte offizielle Studioalbum der US-amerikanischen Metal-Band Slipknot. Es erschien am 20. August 2008 in den Vereinigten Staaten und wurde ab dem 22. August europaweit veröffentlicht.
Das Album erschien in zwei Editionen und wurde gemeinsam von Musikproduzent Dave Fortmann und Slipknot produziert. Ergebnis ihrer Arbeit sind unter anderem die Singles Psychosocial und Dead Memories. Erstere wurde für verschiedene international bekannte Musikpreise, darunter den MTV Video Music Award und den Grammy, nominiert.
Stilistisch setzt es den musikalischen Weg des Vorgängers Vol. 3: (The Subliminal Verses) fort und variiert zwischen Metal-lastigeren und ruhigeren Rockballaden, was von Kritikern unterschiedlich aufgenommen wurde. Es erreichte in neun Ländern Platz 1 der Charts.

## Entstehung
Die Band begann mit den Vorbereitungen zur Produktion des Albums 2007. Im Februar 2008 begaben sich Slipknot und Albumproduzent Dave Fortman in das Sound Farm Studio in Iowa. Damit ist All Hope Is Gone das erste Album der Band, das in ihrer Heimat Iowa geschrieben und aufgenommen wurde. Bassist Paul Gray begründete dies damit, dass es bei den Aufnahmen zu ihren früheren Alben in Los Angeles zu viel Ablenkung gegeben habe. Die Bandmitglieder empfanden es als vorteilhaft, näher bei ihren Familien sein zu können; Sänger Corey Taylor hatte so die Möglichkeit jeden Abend zu seinem Sohn zu fahren. Ein weiterer Unterschied zu den drei vorhergegangenen Produktionen war, dass alle neun Bandmitglieder in den Schreibprozess eingebunden wurden; daraus entstanden später mehr als 30 Stücke. Corey Taylor hatte einige Schwierigkeiten beim Schreibprozess, führte sich allerdings vor Augen, dass die bisherigen Albumaufnahmen Schwierigkeiten mit sich gebracht hatten und dass dies ihre Kreativität gefördert hatte.
Gitarrist James Root und Schlagzeuger Joey Jordison schrieben den Song „Sulfur“ an nur einem Abend.
Taylor und Root spielten zusammen mit DJ Sid Wilson Keyboard und Shawn Crahan arbeitete an experimentellem Material. Von den experimentellen Songs, die aufgenommen wurden, schaffte es keiner auf das Album. Einer von ihnen („'Til We Die“) wurde auf der Special-Edition des Albums veröffentlicht. Die Platte wurde schließlich von Colin Richardson abgemischt.
Rückblickend auf die Produktion von All Hope Is Gone waren die Bandmitglieder unterschiedlicher Meinung. So war Gitarrist Root teilweise enttäuscht vom Produzenten des Albums Dave Fortman und kommentierte mit Bezug zum Produzenten des Vorgängeralbum Rick Rubin: „[…] Dave Fortman hat mir geholfen die Fähigkeiten von Rick Rubin als Produzent schätzen zu lernen. Er [Fortman] war nicht imstande neun Leute unter einen Hut zu bringen und für mich ist das das wichtigste bei der Produktion eines Slipknot-Albums.[…]“
Im Gegensatz dazu lobte Joey Jordison Dave Fortman und bezeichnete All Hope Is Gone als das aus seiner Sicht beste Album der Band.

## Hintergrund

### Musikstil
Vor der Veröffentlichung zeigten sich einige Bandmitglieder interessiert daran, das bisher härteste Album zu machen. Joey Jordison prognostizierte, „das Album wird härter als der Vorgänger werden; allerdings genauso verrückt und experimentell.“
Auf All Hope Is Gone wird der stilistische Weg des Vorgängers Vol. 3: (The Subliminal Verses) fortgesetzt. Bereits auf diesem waren weniger Einflüsse von Death Metal sowie von anderen extremen Spielarten des Metals zu hören, als es auf Iowa der Fall gewesen war. Dafür sind neben einigen aggressiven Titeln auch experimentellere Stücke und weichere Rocksongs, unter anderem akustische Gitarrensolos, enthalten. Damit zeigt All Hope Is Gone Parallelen zu James Roots und Corey Taylors Nebenprojekt Stone Sour. Beispielhaft dafür sind die beiden Songs Dead Memories und die Powerballade Snuff.
Auch zu anderen Bands zeigt Slipknot auf diesem Album Ähnlichkeiten, so unter anderem im Lied Gematria (The Killing Name) zu Machine Head.
Im Gesamten geht All Hope Is Gone eher in die Richtung Alternative Rock.

### Bedeutung der Lieder
All Hope Is Gone behandelt diverse politische Themen. So stellt das Intro „.execute.“ (dt.: „ausführen, exekutieren“) eine Antwort von Corey Taylor auf Spiro Theodore Agnews Rede zu Demonstranten gegen den Vietnamkrieg dar; und der darauf folgende Titel „Gematria (The Killing Name)“ setzt diese Thematik fort.
„Wherein Lies Continue“ richtet sich laut Taylor gegen „jede Zivilisation, in der die Führenden eine Arroganz erreicht haben, in der sie denken, dass sie für das Volk sprechen können“.
Im Song „Butcher’s Hook“ (dt.: „Metzgerhaken“) wird die Ähnlichkeit zwischen den Zugehörigen der Emo-Subkultur thematisiert.
Neben politischen Inhalten werden auch Themen wie Wut und Besessenheit behandelt; auch wird auf All Hope Is Gone die Musikindustrie kritisiert. Im Nachhinein wiederholte Frontmann Corey Taylor seine Aussage diesbezüglich; so gab er den Plattenlabels die Schuld an Illegalen Musikdownloads im Internet. Im Kerrang-Magazin meinte Taylor „Es [All Hope Is Gone] wäre kein Slipknot-Album, wenn ich nicht meine Meinung über die Musikindustrie sagen würde.“

### Tournee

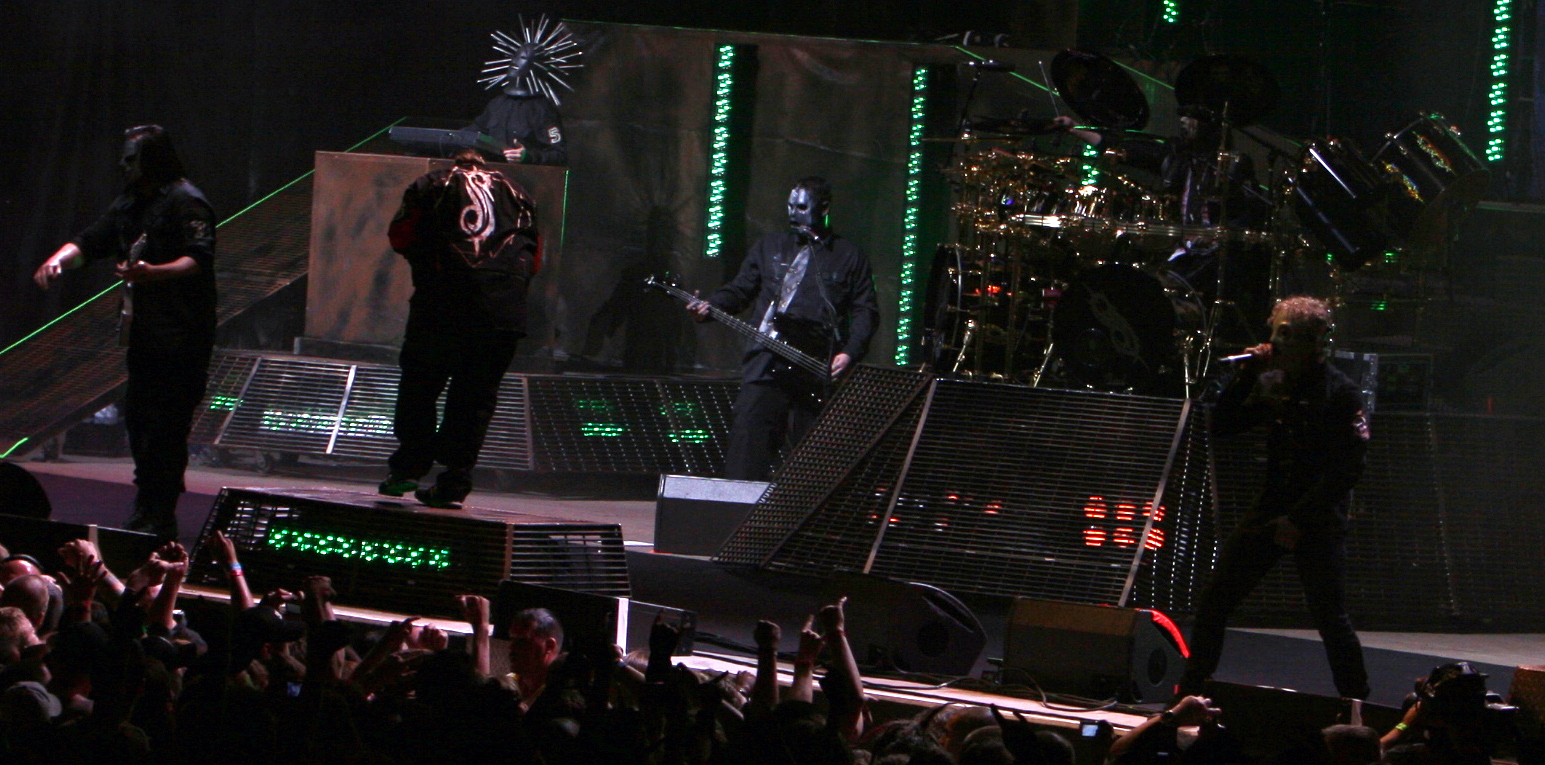
Slipknot bei einem Auftritt während des Mayhem Festivals

Zur Promotion von All Hope Is Gone starteten Slipknot am 9. Juli 2008 die „All Hope Is Gone World Tour“. Sie beinhaltete insgesamt 153 Auftritte und war in neun Abschnitte unterteilt. Aufgrund mehrerer Verletzungen von Bandmitgliedern während der Tour musste eine Reihe von Konzerten verschoben beziehungsweise gestrichen werden.
Die Tournee begann am 9. Juli 2008 in Auburn im Staat Washington als Teil der ersten Etappe, dem „Mayhem Festival“, das Auftritte in den USA und Kanada beinhaltete. Slipknot wurden dabei unter anderem von den Gruppen Disturbed, DragonForce und Mastodon begleitet. Während des ersten Konzerts in Auburn brach sich DJ Sid Wilson beide Fersen, als er nach einem Sprung von einer erhöhten Plattform falsch aufkam. Daraufhin musste der zweite Auftritt in Marysville (Kalifornien) um drei Tage verschoben werden.
Am 12. Juli 2008 konnten Slipknot wieder auftreten, wobei Wilson in einem Rollstuhl saß und seine Beine in Gipsverbänden waren.
Im weiteren Verlauf der Tour wurde Slipknot von Machine Head begleitet. Die „All Hope Is Gone World Tour“ beinhaltete unter anderem Auftritte bei Rock am Ring und Rock im Park sowie zahlreichen weiteren Festivals.
Schlagzeuger Jordison brach sich den Knöchel, woraufhin vier Konzerte in Europa gestrichen werden mussten. Aufgrund von weiteren Verletzungen und familiären Problemen musste unter anderem das erste Konzert der Band in Israel überhaupt gestrichen werden.
Abgeschlossen wurde die Tour mit einem Konzert am 31. Oktober 2009 beim Trinity of Terrors in Las Vegas.

## Inhalt
Mit All Hope Is Gone veröffentlichte die Band nicht nur ihr Studioalbum mit den wenigsten Songs in der Standardversion, sondern auch das kürzeste der Bandgeschichte. Einen weiteren Rekord in der Bandgeschichte stellt die Tatsache dar, dass mit der Veröffentlichung von All Hope Is Gone der Abstand zwischen zwei Studioalben der Band erneut um ein Jahr angewachsen ist.

### Titelliste
| #  | Titel                       | Länge | Bemerkung                   |
| -- | --------------------------- | ----- | --------------------------- |
| 1  | .execute.                   | 1:49  |                             |
| 2  | Gematria (The Killing Name) | 6:02  |                             |
| 3  | Sulfur                      | 4:38  | vierte Single               |
| 4  | Psychosocial                | 4:44  | zweite Single               |
| 5  | Dead Memories               | 4:29  | dritte Single               |
| 6  | Vendetta                    | 5:16  |                             |
| 7  | Butcher’s Hook              | 4:15  |                             |
| 8  | Gehenna                     | 6:53  |                             |
| 9  | This Cold Black             | 4:40  |                             |
| 10 | Wherein Lies Continue       | 5:37  |                             |
| 11 | Snuff                       | 4:36  | fünfte Single               |
| 12 | All Hope Is Gone            | 4:48  | erste Single und Titeltrack |

| #  | Titel                            | Länge | Bemerkung                                                              |
| -- | -------------------------------- | ----- | ---------------------------------------------------------------------- |
| 13 | Child of Burning Time            | 5:10  |                                                                        |
| 14 | Vermillion Pt.2 (Bloodstone Mix) | 3:40  | Remix von Vermillion Pt.2 & Teil des Underworld: Evolution Soundtracks |
| 15 | 'Til We Die                      | 5:46  |                                                                        |
| 16 | Psychosocial [Live]              | 4:50  | iTunes Pre-Order Track                                                 |

### Musikvideos und Singles
Bisher wurden aus All Hope Is Gone fünf Singles ausgekoppelt und vier Musikvideos gedreht.
Bereits zwei Monate vor der Veröffentlichung ihres neuen Studioalbums, am 20. Juni 2008, veröffentlichten Slipknot zu Promotionszwecken das Titellied zum Album als Single. Die Single war eines der letzten Stücke, das für das gleichnamige Album aufgenommen wurde und wird zu den härteren Titeln auf dem Album gezählt. Neben der Chartplatzierung in den Britischen Charts stieg All Hope Is Gone auch in den schwedischen Charts ein.
Als nächste Single wurde der Song Psychosocial am 26. Juni 2008 veröffentlicht. Dieser stieg in sieben Ländern in die Charts ein und hielt sich dort bis zu acht Wochen. Für Psychosocial wurde auch das erste Musikvideo des Albums gedreht; es entstand in der Nähe von Jamaica in Iowa, wo auch das Album aufgenommen worden war. Es war das erste und einzige Video, in dem die Band die neuen Masken und auch die sogenannten „Purgatory Masks“ trug. Des Weiteren wurde es in der Kategorie „Best Rock Video“ für die VMAs 2008 nominiert.
Erstmals live gespielt wurde der Song zu Beginn ihrer „All Hope Is Gone World Tour“ am 9. Juli in Auburn.
Nachdem das Musikvideo zu Dead Memories am 25. Oktober 2008 veröffentlicht worden war, erschien das Lied am 1. Dezember 2008 als dritte Single. Es erreichte Platz 3 der Hot Mainstream Rock Tracks und ist damit das bisher erfolgreichste Stück der Band in dieser Hitparade.
Stilistisch gesehen gehört Dead Memories neben Snuff zu den ruhigeren Songs auf All Hope Is Gone. Dead Memories weist auch Parallelen zu Metallicas Enter Sandman auf.
Der Titel Sulfur wurde am 15. Juni 2009, knapp ein Jahr nach der Veröffentlichung des Albums, als vierte Single veröffentlicht. Das zugehörige Musikvideo zum Song wurde am 9. März 2009, zwei Tage vor dem Ende ihrer Amerikatournee, in der Nähe von Los Angeles gedreht. Nachdem bereits eine 30 Sekunden lange Vorschau bei MTV gezeigt worden war, wurde das Musikvideo am 18. April 2009 veröffentlicht. Die Single ist des Weiteren Teil des Soundtracks des Videospiels MotorStorm: Pacific Rift.
Als fünfte Single wurde die Ballade Snuff ausgewählt, welche am 28. September 2009 veröffentlicht wurde.

### Special Edition
Die „Special Edition“ des Albums enthält neben drei zusätzlichen Bonustiteln ein 40-seitiges Booklet mit Fotos von den Bandmitgliedern und die DVD nine: The Making of All Hope Is Gone, auf der die Entstehung von All Hope Is Gone dokumentiert wird.

## Rezeption

### Kritiken
All Hope Is Gone wurde von Kritikern unterschiedlich aufgenommen. Insbesondere über das richtige Verhältnis zwischen härteren, Metal-lastigeren Liedern und Balladen waren sich Kritiker uneinig.
Die US-amerikanische Internetseite Metacritic errechnete aus 14 professionellen Rezensionen eine Punktzahl von 68 bei 100 maximal erreichbaren Punkten; und wurde dementsprechend nach dem Bewertungssystem der Seite als “generell gut bewertet”
bezeichnet.
Michael Edele von Laut.de äußerte sich positiv über die CD und schätze eine Menge der Lieder als gut ein. Auch zeigte er sich nicht unzufrieden über die ausgeprägten Ähnlichkeiten zu Bands wie Machine Head in Stücken wie Gematria (The Killing Name) beziehungsweise Stone Sour im Song Dead Memories, dessen Refrain „unter die Haut“ gehe. Ähnliches beschreibt auch Moritz Grütz vom Online-Metalmagazin Metal1; „Slipknot haben den Spagat zwischen Rückbesinnung auf alte Werte und Weiterentwicklung gemeistert“.
Matthias Weckmann vom Magazin Metal Hammer vergab volle Punktzahl und schrieb:

„War das Debüt musikalisch die große Sensation, Iowa die schiere Aggression und Vol. 3: The Subliminal Verses die stilistische Revolution, ist das neue Werk nun der Mix aus all diesen Elementen – und zwar in Perfektion“

Auch Michael Rensen vom Magazin Rock Hard bezeichnete die Songs als erstklassig. Allerdings bemängelt er, dass der „zügellose Slipknot-Irrsinn“ fehle, der auf dem Vorgänger gleichberechtigt vorhanden war.
Auch eines von vier Reviews des Online-Magazins Metal.de sowie Plattentests.de empfanden diese Zerrissenheit eher negativ; Dennis Droggemüller von Plattentests.de bewertet mit fünf von zehn Punkten All Hope Is Gone schlechter als die beiden Vorgängeralben und zog das Fazit: „Slipknot haben ein solides, aber dennoch ihr schwächstes Album abgeliefert.“
Das britische Magazin „Total Guitar“ platzierte All Hope Is Gone im Dezember 2008 unter den „50 besten Gitarren-Alben des Jahres“.

### Preise
Für den Echo 2009 wurden Slipknot für All Hope Is Gone in der Kategorie „Gruppe International Rock/Alternative“ nominiert; der Preis ging allerdings letztendlich an AC/DC für Black Ice.
Die Single Psychosocial wurde für die 51. Grammy Awards in der Kategorie „Best Metal Performance“ nominiert; unterlag jedoch My Apocalypse von Metallica. Auch in der Kategorie „Best Rock Video“ wurde die zweite Singleauskopplung bei den MTV Video Music Awards 2008 nominiert.

### Cover-Versionen
Auf dem Album Atlantis, das 2022 erschien, veröffentlichte die schwedische Metal-Band Soen eine Coverversion des Slipknot-Songs Snuff, der sich auf dem Album All Hope Is Gone befindet.

## Kommerzieller Erfolg

### Chartplatzierungen
Das Album erreichte unter anderem in den Vereinigten Staaten, Kanada, Schweiz, Neuseeland, Australien, Schweden und Finnland die Nummer 1 der Charts und ist damit an den Chartplatzierungen gemessen Slipknots erfolgreichstes Album. Auch in zahlreichen anderen Ländern landete All Hope Is Gone hohe Chartplatzierungen in den Top 10.
| ChartsChartplatzierungen       | Höchstplatzierung | Wochen |
| ------------------------------ | ----------------- | ------ |
| Deutschland (GfK)              | 2 (21 Wo.)        | 21     |
| Österreich (Ö3)                | 2 (14 Wo.)        | 14     |
| Schweiz (IFPI)                 | 1 (11 Wo.)        | 11     |
| Vereinigte Staaten (Billboard) | 1 (70 Wo.)        | 70     |
| Vereinigtes Königreich (OCC)   | 2 (8 Wo.)         | 8      |

| ChartsJahrescharts (2008)      | Platzierung |
| ------------------------------ | ----------- |
| Deutschland (GfK)              | 49          |
| Österreich (Ö3)                | 42          |
| Schweiz (IFPI)                 | 94          |
| Vereinigte Staaten (Billboard) | 72          |

### Auszeichnungen für Musikverkäufe
All Hope Is Gone wurde am 12. August 2010 mit Platin in den Vereinigten Staaten ausgezeichnet, nachdem dort eine Million Stück verkauft worden waren; inzwischen wurde Slipknots viertes Studioalbum auch im Vereinigten Königreich, Australien und in Deutschland mit Gold ausgezeichnet. In Kanada erhielt die Band Doppelplatin für All Hope Is Gone.
| Land/Region                  | Auszeichnungen für Musikverkäufe (Land/Region, Auszeichnung, Verkäufe) | Verkäufe  |
| ---------------------------- | ---------------------------------------------------------------------- | --------- |
| Australien (ARIA)            | Gold                                                                   | 35.000    |
| Deutschland (BVMI)           | Gold                                                                   | 100.000   |
| Italien (FIMI)               | Gold                                                                   | 25.000    |
| Japan (RIAJ)                 | Gold                                                                   | 100.000   |
| Kanada (MC)                  | 2× Platin                                                              | 160.000   |
| Neuseeland (RMNZ)            | Platin                                                                 | 15.000    |
| Norwegen (IFPI)              | Gold                                                                   | 10.000    |
| Österreich (IFPI)            | Gold                                                                   | 10.000    |
| Russland (NFPF)              | Gold                                                                   | 10.000    |
| Vereinigte Staaten (RIAA)    | Platin                                                                 | 1.000.000 |
| Vereinigtes Königreich (BPI) | Gold                                                                   | 100.000   |
| Insgesamt                    | 8× Gold · 4× Platin ·                                                  | 1.565.000 |

Hauptartikel: Slipknot/Auszeichnungen für Musikverkäufe